# Chicletes (futebolista)
José Morais, mais conhecido como Chicletes, (Esperança, 20 de fevereiro de 1942 — Local de falecimento desconhecido, 13 de agosto de 2005), foi um futebolista e treinador brasileiro com naturalidade portuguesa, que atuou como ponta-direita e centroavante.

## Títulos

### Como jogador
Campinense
- Campeonato Paraibano: 1961 e 1962

Sporting CP
- Primeira Liga: 1969–70
- Copa Intertoto da UEFA (Grupo A3): 1967–68
- Taça Teresa Herrera: Ano indefinido
- Troféu Ibérico (Badajoz): 1967 e 1970
- Troféu Internacional Montilla–Moriles: 1969

## Campanhas de destaque

### Como jogador
Fluminense
- Campeonato Carioca: 1963 (vice-campeão)

## Artilharias
Treze
- Taça Brasil (atual Campeonato Brasileiro - Série A): 1967 (9 gols)

## Prêmios individuais
- Cidadão Campinense, na gestão do vereador Fernando Carvalho.

## Vida pessoal
Filho de Severino Ramos Moraes e Maria Nicolau Ramos Moraes.
Casado com a portuguesa Manuela Augusta Valente de Moraes, com quem teve três filhos: Katie, Karine e Gibran.

## Carreira extracampo
- Estudou Direito pela Universidade Regional do Nordeste (atual UEPB).
- Foi superintendente do Estádio Governador Ernani Sátyro.
- Trabalhou como advogado do DETRAN.
- Ocupou cargos de confiança da CIRETRAN de Campina Grande.